# Šid
Šid je grad i općina u zapadnom Srijemu (Vojvodina, Srbija), smješten na padinama Fruške gore.
Šid je voćarsko-vinogradarski kraj. Pored poljoprivrede, razvijena je prehrambena industrija, posebno prerada žita. U gradu je suvremena industrijska klaonica i tvornica za proizvodnju jestivog ulja te tekstilna industrija i trikotaža. Ima turistički potencijal, posebno za lov i ribolov. U gradu se nalazi spomen kuća i galerija poznatog slikara Save Šumanovića.
Pored Šida prolazi autocesta Zagreb-Beograd.

## Povijest
Prvi podaci o Šidu su iz XVIII. stoljeća, kada je ovo naselje bilo u Podunavskoj vojnoj granici. U XIX. stoljeću mjesto naseljavaju Srbi i Rusini iz Ruskog Krstura i Kucure, zatim Slovaci iz Gložana i Pivnica. Početkom XX. stoljeća Šid se razvija kao gradsko naselje. Do 1918. Šid je bio u sastavu Kraljevine Hrvatske, Dalmacije i Slavonije kao dijela Austro- Ugarske. Od 1939. – 1945. je bio dio Banovine Hrvatske, odnosno NDH.

## Stanovništvo
Prije Domovinskog rata u Šidu je živilo 7.000 Hrvata,  5.000 Hrvata pod pritiskom se iselilo iz grada.
| Godina | broj stanovnika |
| ------ | --------------- |
| 1991.  | 14 066          |
| 2002.  | 16 301          |
| 2006.  | 17 155          |

Nacionalni sastav:
- Srbi (77,62%)
- Slovaci (6,46%)
- Hrvati (5,35%)
- Rusini (3,38%)
- Jugoslaveni (1,89%)

Godine 2010. je osnovano prvo kulturno društvo Hrvata u Šidu, HKUD Šid.

## Kultura
U blizini sela Privina Glava nalazi se manastir Privina Glava. Po nekim legendama, manastir je pronašao čovjek po imenu Priva u XII. stoljeću.
Prapovijesno nalazište Gradina na Bosutu, ostaci grada i crkve u Moroviću, crkva u Molovinu, srednjovjekovni grad Berkasovo, grob Filipa Višnjića u Višnjićevu, galerija Save Šumanovića i Ilijanum u Šidu. Grobnica palih boraca na Srijemskom frontu i dr.
U Srijemu djeluje nekoliko nacionalnih kulturnih društava hrvatsko HKD Šid koje održava folklornu reviju na blagdan Presvetog Srca Isusova Srijemu od srca. U Šidu također djeluju slovačko kulturno-umjetniško društvo SKUS Jednota, srpsko KUD Sveti Sava i rusinsko KPD Đura Kiš.

## Gospodarstvo
Razvijena je poljoprivreda, industrija, trgovina, uslužne djelatnosti i promet. Poznati su poljoprivredmo-industrijski kombinat i kemijska industrija. U ovom delu Srijema na domaku Fruške gore poznata su lovišta, izletište Lipovača i manastir Pribina glava.

## Općina Šid
Općina Šid je najzapadnija općina Srijema i upravno spada u Srijemski okrug u autonomnoj pokrajini Vojvodini, Republika Srbija. 
Naseljena mjesta su: Adaševci, Bačinci, Batrovci, Berkasovo, Bikić Do,  Bingula, Erdevik, Gibarac, Ilinci, Jamena, Kukujevci, Ljuba, Molovin, Morović, Privina Glava, Vašica, Višnjićevo, Sot i Šid
Službeni jezik je srpski, a u srpnju 2009. se razmatra i uvođenje hrvatskog jezika kao službenog u Šidu.

## Poznate osobe
- Isidor Iso Velikanović, hrv. komediograf i prevoditelj
- Eugenija Barić, hrv. jezikoslovka
- Marijan Hodak, hrv. slikar i filmaš[5]
- Aleksander Čupović, pravnik, nositelj plakete dr Ivo Politeo
- Jovan Ličina, glumac i književnik

## Vanjske poveznice
- Ruski dvor, Šid
- Vesti Šid, Sport, Razonoda